# HD 73389
О звезде E Киля см. E Киля, о звезде e¹ Киля см. HD 73390

HD 73389, также известная как e² Киля (e² Car) — двойная звезда в созвездии Киля. Она удалена от Земли на 230 световых лет.

## Характеристики
Главный компонент, e² Киля A, оранжевый гигант спектрального класса К с видимым блеском +4.84. Вторая звезда, e² Киля B, звезда восьмой звёздной величины, удалённая от главного компонента на 0.29 угловых секунд (20 а. е.). Систему звёзд можно разрешить только в очень крупный телескоп вследствие большой разницы в блеске компонентов и малого расстояния между ними. Сама же звезда видна невооружённым глазом только в ясную ночь и только людьми с хорошим зрением. В России не наблюдается, видна к югу от 30 с.ш.